# Mampong (Region Ashanti)
Mampong – miasto w Ghanie w regionie Ashanti, stolica dystryktu Mampong Municipal. Leży na północny wschód od stolicy regionu Kumasi; 36 tys. mieszkańców (2006). Przemysł spożywczy.

## Zani ludzie
- Gerald Asamoah